# Parabothria punoensis
Parabothria punoensis är en tvåvingeart som beskrevs av Vimmer och Victor Gerald Soukup 1940. Parabothria punoensis ingår i släktet Parabothria och familjen parasitflugor.
Artens utbredningsområde är Peru. Inga underarter finns listade i Catalogue of Life.